# Voyage to the Islands Madera, Barbados, Nieves, S. Christophers and Jamaica
Voyage to the Islands Madera, Barbados, Nieves, S. Christophers and Jamaica (abreviado Voy. Jamaica) es un libro con ilustraciones y descripciones botánicas que fue escrito por el médico, botánico, y coleccionista irlandés protestante Hans Sloane, y publicado en Londres en dos volúmenes en los años 1707 - 1725 con el nombre de Voyage to the Islands Madera, Barbados, Nieves, S. Christophers and Jamaica with the Natural History of the Herbs and Trees, Four Footed Beasts, Fishes, Birds, Insects, Reptiles, &c. of the Last of Those Islands; to Which is Prefix'd and Introduction, Wherein is an Account of the Inhabitants, Air, Water, Diseases, Trade, &c. of That Place, With Some Relations Concerning the Neighbouring Continent, and Islands of America.